# Abronia matudai
Abronia matudai е вид влечуго от семейство Слепоци (Anguidae). Видът е застрашен от изчезване.

## Разпространение
Разпространен е в Гватемала и Мексико.